# 2015년 KBO 골든글러브
2015 KBO 골든글러브 시상식은 2015년 12월 8일 서울 삼성동 코엑스 컨벤션 센터 오디토리움에서 열렸다. 넥센 히어로즈, SK 와이번스, 한화 이글스, KIA 타이거즈, 롯데 자이언츠, LG 트윈스에서는 수상자가 나오지 않았다.
NC 다이노스는 4명의 골든글러브 수상자를 배출하여 2015년 최다 수상 구단이 되었고, 2015년 한국시리즈 우승팀인 두산 베어스는 3명의 수상자를 배출했다.
유한준은 넥센 히어로즈 소속으로 2015 시즌을 뛰었으나 골든글러브 시상식이 열리기 전 KT 위즈로의 이적으로 인하여 KT 위즈 구단 역사상 최초의 골든글러브 수상자가 되었다. 이승엽은 10번째 골든 글러브 수상이자 최고령 골든글러브 수상자가 되었다. 
| 부문     | 이름                 | 소속                            |
| -------- | -------------------- | ------------------------------- |
| 투수     | 에릭 해커            | NC 다이노스                     |
| 포수     | 양의지               | 두산 베어스                     |
| 1루수    | 에릭 테임즈          | NC 다이노스                     |
| 2루수    | 야마이코 나바로      | 삼성 라이온즈                   |
| 3루수    | 박석민               | NC 다이노스                     |
| 유격수   | 김재호               | 두산 베어스                     |
| 외야수   | 김현수 유한준 나성범 | 두산 베어스 KT 위즈 NC 다이노스 |
| 지명타자 | 이승엽               | 삼성 라이온즈                   |

1. ↑  “시즌은 삼성라이온즈에서 활약했다.
수상식전에 fa로 nc다이노스 로 이적했다.”. |제목=에 라인 피드 문자가 있음(위치 19) (도움말)